# GMM
Grenada de mână multifuncțională (GMM) este o grenadă destinată trupelor de infanterie.

## Descriere
Grenada GMM ofensivă poate nimici sau neutraliza inamicul prin efectul omorâtor al suflului și al unei cantități limitate de schije (200 de fragmente). Focosul poate fi de tip FGM-1 (percuție) sau FGP-1 (întârziere). Raza de acțiune este de 5 metri, iar cea de siguranță este de 25 metri.
Pentru a fi folosită defensiv, grenada GMM necesită adăugarea unui corp cilindric prefragmentat. Crestăturile longitudinale și transversale ușurează fragmentarea corpului cilindric în timpul exploziei. Efectul omorâtor al celor 1500 de fragmente produse de grenadă și împrăștierea acestora poate ajunge la 100 de metri. Focosul poate fi de tip FGM-1 (percuție) sau FGP-1 (întârziere).
Pentru a distruge blindatele ușoare, fundul grenadei GMM defensive este în formă de con gol în interior. Efectul cumulativ produs la baza acestuia perforează, în condiții ideale, până la 40 de milimetri de blindaj. În practică, poziționarea fundului grenadei direct pe blindaj este relativ greu de obținut. Focosul este de tip FGP-1, cu întârziere.

## Specificații tehnice
| Model                  | Ofensiv                                | Defensiv                               | Cumulativ            |
| ---------------------- | -------------------------------------- | -------------------------------------- | -------------------- |
| Greutate               | 0,150 kg                               | 0,560 kg                               | 0,560 kg             |
| Diametru               | 40 mm                                  | 48 mm                                  | 48 mm                |
| Raza de acțiune        | 5 m                                    | 100 m                                  | -                    |
| Raza de siguranță      | -                                      | 25 m                                   | -                    |
| Efect                  | schije și suflu                        | schije                                 | perforare max. 40 mm |
| Focos                  | FGM-1 sau FGP-1                        | FGM-1 sau FGP-1                        | FGP-1                |
| Timp întârziere (sec.) | 3 ÷ 4,5 (FGM-1) sau 9,5 ÷ 12,5 (FGP-1) | 3 ÷ 4,5 (FGM-1) sau 9,5 ÷ 12,5 (FGP-1) | 9,5 ÷ 12,5           |